# Campionati europei di atletica leggera 2018 - Decathlon
Il concorso del decathlon ai campionati europei di atletica leggera 2018 si è svolto il 7 e 8 agosto 2018.

## Podio
| Oro     | Arthur Abele Germania                       |
| Argento | Ilya Shkurenyov Atleti Neutrali Autorizzati |
| Bronzo  | Vitaliy Zhuk Bielorussia                    |

## Record
Prima di questa competizione, il record del mondo (RM), il record europeo (EU) ed il record dei campionati (RC) sono i seguenti:
| Record                | Prestazione | Atleta                       | Data                               | Competizione  |
| --------------------- | ----------- | ---------------------------- | ---------------------------------- | ------------- |
| Record mondiale       | 9045        | Ashton Eaton Stati Uniti     | 29 agosto 2015 Pechino, Cina       | Mondiali 2015 |
| Record europeo        | 9026        | Roman Šebrle Rep. Ceca       | 27 maggio 2001 Götzis, Austria     |               |
| Record dei campionati | 8811 m      | Daley Thompson Gran Bretagna | 28 agosto 1986 Stoccarda, Germania | Europei 1986  |

## Classifica finale
| Pos     | Atleta                  | Nazionalità                 | Punti | Note                                     |
| ------- | ----------------------- | --------------------------- | ----- | ---------------------------------------- |
| Oro     | Arthur Abele            | Germania                    | 8431  |                                          |
| Argento | Il'ja Škurenëv          | Atleti Neutrali Autorizzati | 8321  | Miglior prestazione personale stagionale |
| Bronzo  | Vital' Žuk              | Bielorussia                 | 8290  | Miglior prestazione personale            |
| 4       | Niklas Kaul             | Germania                    | 8220  | Miglior prestazione personale            |
| 5       | Tim Duckworth           | Gran Bretagna               | 8160  |                                          |
| 6       | Martin Roe              | Norvegia                    | 8131  |                                          |
| 7       | Pieter Braun            | Paesi Bassi                 | 8105  |                                          |
| 8       | Jan Doležal             | Rep. Ceca                   | 8067  | Miglior prestazione personale            |
| 9       | Fredrik Samuelsson      | Svezia                      | 8005  |                                          |
| 10      | Simone Cairoli          | Italia                      | 7949  | Miglior prestazione personale            |
| 11      | Yury Yaremich           | Bielorussia                 | 7875  |                                          |
| 12      | Marcus Nilsson          | Svezia                      | 7819  |                                          |
| 13      | Pawel Wiesiolek         | Polonia                     | 7696  |                                          |
| 14      | Marek Lukáš             | Rep. Ceca                   | 7683  |                                          |
| 15      | Elmo Savola             | Finlandia                   | 7655  |                                          |
| 16      | Jorge Ureña             | Spagna                      | 7208  |                                          |
| 17      | Ruben Gado              | Francia                     | 7137  |                                          |
| 18      | Romain Martin           | Francia                     | 7022  |                                          |
|         | Dominik Distelberger    | Austria                     | dnf   |                                          |
|         | Maicel Uibo             | Estonia                     | dnf   |                                          |
|         | Maksim Andraloits       | Bielorussia                 | dnf   |                                          |
|         | Karl Robert Saluri      | Estonia                     | dnf   |                                          |
|         | Karel Tilga             | Estonia                     | dnf   |                                          |
|         | Mathias Brugger         | Germania                    | dnf   |                                          |
|         | Darko Pešić             | Montenegro                  | dnf   |                                          |
|         | Eelco Sintnicolaas      | Paesi Bassi                 | dnf   |                                          |
|         | Thomas Van der Plaetsen | Belgio                      | dnf   |                                          |
|         | Kévin Mayer             | Francia                     | dnf   |                                          |